# Lorenz Bruno Puntel
Lorenz (Lorencino) Bruno Puntel, né le 22 septembre 1935 à Sobradinho, Rio Grande do Sul (Brésil), et mort le 16 juillet 2024 à Augsbourg, est un philosophe brésilien basé en Allemagne, professeur à l'université de Munich.
Puntel l'un des grands philosophes contemporains, capable d'articuler ses idées à partir des traditions et écoles de pensée les plus variées auxquelles il est introduit très tôt par Karl Rahner. Il étudie avec Martin Heidegger et établit un dialogue critique avec Emmanuel Levinas et Jean-Luc Marion

## Carrière
Puntel a étudié la philosophie, la théologie, la philologie et la psychologie à Munich, Innsbruck, Vienne , Paris et Rome. Il est diplômé en philosophie en 1968 à Munich et en théologie catholique en 1969 à Innsbruck. En 1971, il a terminé son habilitation à Munich et en 1975, il est devenu professeur à l'Institut de philosophie de l'Université de Munich. Il fut l'élève de Karl Rahner et étudia avec Martin Heidegger , dont la philosophie l'a concerné toute sa vie. Depuis 1983, il enseigne en tant que professeur invité en Pittsburgh, Harvard et Princeton. En 2001, il a pris sa retraite de Munich. En 2016, il a reçu un doctorat honorifique de l'École supérieure de philosophie de Munich.

### Distinctions
- Doctorat honorifique de l'École supérieure de philosophie de Munich
- Prix du livre Findlay, meilleur livre des 10 dernières années[5]

## Œuvres
- Analogie et historicité. Essai philosophique-historique-critique sur le problème fondamental de la métaphysique. Herder Verlag, Fribourg 1969.
- Présentation, méthode et structure. Enquêtes sur l'unité de la philosophie systématique par G.WF Hegel. Bouvier Verlag, Bonn 1973.
- Les théories de la vérité dans la philosophie moderne. Une présentation critique et systématique. Société du livre scientifique, Darmstadt 1978,  (ISBN 3534072588) . 3e édition 1993.
- (Rédacteur, introduction) Le concept de vérité. Nouvelles tentatives d'explication. Société du livre scientifique, Darmstadt 1987,  (ISBN 3-534-02134-7).
- Fondements d'une théorie de la vérité. W. de Gruyter, Berlin/New York 1990,  (ISBN 3-11-012079-8) .
- Structurer et être. Un cadre théorique pour une philosophie systématique. Mohr Siebeck Verlag, Tübingen 2006,  (ISBN 3-16-148963-2)
- Être et Dieu. Une approche systématique pour traiter avec M. Heidegger, E. Levinas et J.-L. Marion. Mohr Siebeck Verlag, Tübingen 2010,  (ISBN 978-3-16-150146-3) .
- avec Emmanuel Tourpe : la philosophie comme discours systématique. Dialogues sur les fondements d'une théorie des êtres, de l'être et de l'absolu. Karl Alber, Fribourg-en-Brisgau 2014.